# Acoma (geslacht)
Acoma is een geslacht van keversoorts uit de familie Pleocomidae.

## Soorten
- Acoma arizonica Brown, 1929
- Acoma brunnea Casey, 1889
- Acoma cazieri Saylor, 1948
- Acoma cimarron Warner, 2011[1]
- Acoma confusa Van Dyke, 1928
- Acoma conjuncta Howden, 1962
- Acoma dilemma Saylor, 1948
- Acoma diminiata Howden, 1958
- Acoma evansi Howden, 1962
- Acoma gibsoni Howden, 1962
- Acoma glabrata Cazier, 1953
- Acoma granulifrons Howden, 1958
- Acoma howdenorum Warner, 2011[1]
- Acoma incognita Howden, 1958
- Acoma knulli Howden, 1958
- Acoma leechi Cazier, 1953
- Acoma martini Howden, 1962
- Acoma mimica Howden, 1962
- Acoma minuta Cazier, 1953
- Acoma mixta Howden, 1958
- Acoma nigrita Cazier, 1953
- Acoma ochlera Howden, 1958
- Acoma parva Howden, 1958
- Acoma quadrilaminata Warner, 2011[1]
- Acoma robusta Van Dyke, 1928
- Acoma rossi Saylor, 1948
- Acoma rufula Howden, 1958
- Acoma seticollis Howden, 1958
- Acoma sexfoliata Saylor, 1948
- Acoma stathami Cazier, 1953
- Acoma westcotti Warner, 2011[1]